# Bartók Béla Férfikar
A kórus 1945-ben alakult Pécsett. A Bartók Béla nevet 1955-ben vette fel. Az együttest 1980 óta dr. Lakner Tamás Liszt Ferenc-díjas karnagy vezeti.

## Története
A Bartók Béla Férfikar az utóbbi években számos nemzetközi kórusversenyen és fesztiválon szerepelt kiemelkedő sikerrel. Így Riva del Gardában, Debrecenben, Torreviejában, Bécsben, Rómában, Arezzóban. 1997-ben kategóriagyőzelmet szereztek a Kodály Zoltán Magyar Kórusversenyen és immár másodszor a Budapesti Nemzetközi Kórusversenyen, és helyezettek lettek az Apeldoorni Nemzetközi Férfikari Versenyen. 1998-ban koncertturnén vendégszerepeltek az Amerikai Egyesült Államokban és Kanadában, 1999-ben Spanyolországban. 2002-ben két I. díjat nyertek az olaszországi Fivizzanóban megrendezett Nemzetközi Kórusversenyen. 2003-ban I. helyezést értek el Angliában az I. Nemzetközi Férfikari Kórusversenyen, Cornwallban. 2004-ben koncertturnén vettek részt Dél-Amerikában (Argentína, Brazília, Uruguay), és Pécs Városa Pro Communitate-díjjal tüntette ki őket.2005-ben a Hungaroton hanglemezkiadó velük jelentette meg Kodály Zoltán férfikari műveit. 2006-ban részt vettek a Kínában, Xiamenben rendezett IV. Kórus Olimpián, ahol kamarakórus kategóriában olimpiai bajnoki címet szereztek. Ugyanebben az évben Bartók-emlékdíjjal tüntették ki az együttest. Az év végén a Kodály Zoltán Magyar Kórusversenyen I. díjat nyertek és különdíjat a Kodály művek legjobb előadásáért. A zsűri nekik ítélte a verseny nagydíját is. 2007-ben Csokonai-díjat vehettek át, amely az amatőr együttesek legmagasabb állami kitüntetése. Megkapták a Baranya Megyei Közgyűlés Nívódíját. 2008-ban a Grazban rendezett V. Kórus Olimpián újra olimpiai aranyérmet nyertek, ezúttal nagy kórus kategóriában, majd az év végén a kórus kiváló munkáját megyei Príma-díjjal jutalmazták. 2009-ben KOTA-díjat kaptak.
A kórus tagsága a szakmai tevékenység támogatására alapítványt hozott létre Pécsi Férfikar Alapítvány néven.
A kórus főszervezője és megvalósítója az 1993 óta minden év szeptemberében megrendezésre kerülő, mindeddig egyedülálló és igen sikeres, Európai-, és Világ Bordalfesztiváloknak.

## Díjai, elismerései
- 2008 Baranya megyei Príma-díj
- 2009 KOTA-díj

## Karmesterek
- Sólyom Józsefné (1945–1957)
- Ligeti Andor
- Hegyi István
- Jobbágy Valér
- Hergenrőder József
- dr. Lakner Tamás (1980-tól)

## Lásd még
- Pécsi Bordalfesztivál
- Pécs kulturális élete
- Fejér Gábor

## Külső hivatkozások
- A Bartók Béla Férfikarának hivatalos honlapja
- A Bartók Béla Férfikarának rajongói honlapja
- Bordalfesztivál honlapja